# 3 карбованці «500-річчя Російської держави (Московський кремль)»
500-річчя Російської держави (Московський кремль) (рос. 500-летие Российского государства (Московский кремль)) — срібна ювілейна монета СРСР вартістю 3 карбованця, випущена 31 серпня 1989 року.

## Тематика
На монеті було зображено Московський кремль XV століття — найдавніша частина Москви, головний суспільно-політичний, духовно-релігійний і історико-художній комплекс столиці Росії, офіційна резиденція президента Російської Федерації.
Кремль розташований на високому лівому березі Москви-ріки — Боровицькому горбі, при впаданні в неї річки Неглинної.
У плані Кремль — неправильний трикутник площею 27,5 га. Південна стіна звернена до Москви-ріки, північно-західна — до Александровського саду, східна — до Красної площі. Територіально розташований в Центральному адміністративному окрузі Москви, виділений як самостійна адміністративна одиниця.

## Історія
У 1989—1991 роках було випущено серію монет «500-річчя Російської держави» з якістю пруф — 6 срібних монет номіналом у 3 карбованці, 3 паладієвих монет номіналом 25 карбованців, 3 монети номіналом 50 карбованців і 3 монети номіналом 100 карбованців у золоті, а також 3 монети номіналом 150 карбованців у платині. Монети було присвячено історичним подіям, регаліям, пам'ятникам, культурним і політичним діячам, тісно пов'язаних з історією Росії.
Монети карбувалися на Московському монетному дворі (ММД).

## Опис та характеристики монети
| Номінал крб. | Метал  | Маса грам | Діаметр мм. | Гурт      | Тираж штук    |
| ------------ | ------ | --------- | ----------- | --------- | ------------- |
| 3            | срібло | 31.1      | 39          | рубчастий | 40.000 (пруф) |

### Аверс
Зверху герб СРСР з 15 витками стрічки, під ним літери «СССР», нижче ліворуч і праворуч риса, під рискою зліва хімічне позначення «Ag» і проба «900» металу з якого зроблена монета, під ними чиста вага дорогоцінного металу «31,1», під рискою праворуч монограма монетного двору «ММД», нижче позначення номіналу монети цифра «3» і нижче слово «РУБЛЯ», знизу у канта рік випуску монети «1989».

### Реверс
Ліворуч, зверху і праворуч уздовж канта монети слова «500-ЛЕТИЕ ЕДИНОГО РУССКОГО ГОСУДАРСТВА», в середині панорамний вид на Московський Кремль, нижче цифра «XV в.», знизу уздовж канта слова «МОСКОВСКИЙ КРЕМЛЬ».

### Гурт
Рубчастий (300 рифлень).

## Автори
- Художник: А. В. Бакланов
- Скульптор: Н. А. Носов